# Al-Gharija
Al-Gharija (arab. لغارية) – miasto w Syrii, w muhafazie As-Suwajda. W 2004 roku liczyło 3808 mieszkańców.